# Erin Gleason
Erin Gleason, née le 18 septembre 1977 à Dover Township, est une patineuse de vitesse sur piste courte américaine.

## Biographie
Elle participe aux Jeux olympiques de 1998. Après sa retraite sportive, elle devient sommelier.